# Bystrá (Řečice)
Bystrá (německy Bistra) je malá vesnice, část obce Řečice v okrese Pelhřimov. Nachází se asi 1 km na sever od Řečice. V roce 2009 zde bylo evidováno 13 adres. V roce 2001 zde trvale žilo 21 obyvatel.
Bystrá leží v katastrálním území Řečice u Humpolce o výměře 4,02 km2.

## Další fotografie

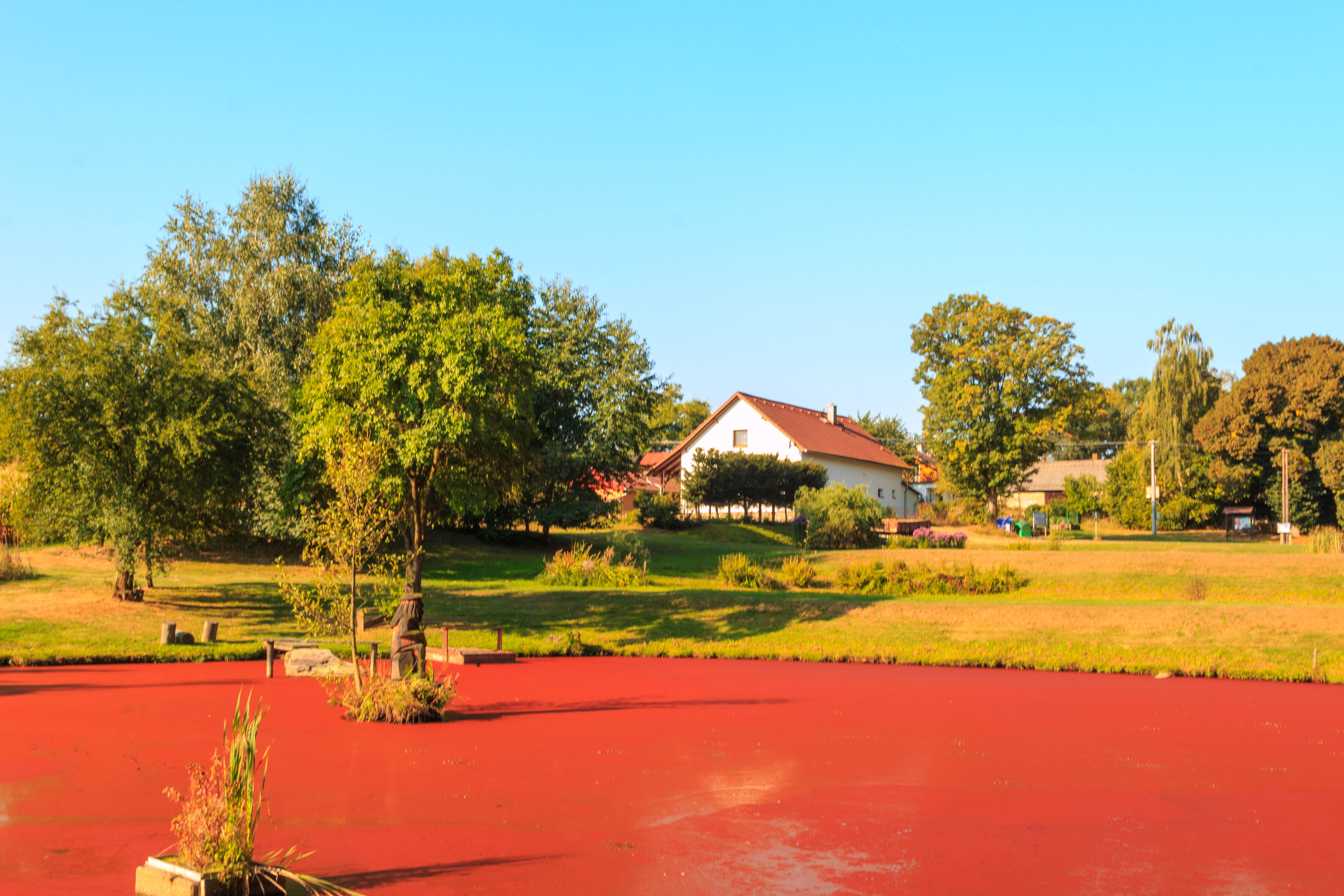
Bystrá u Řečice - červený rybníček
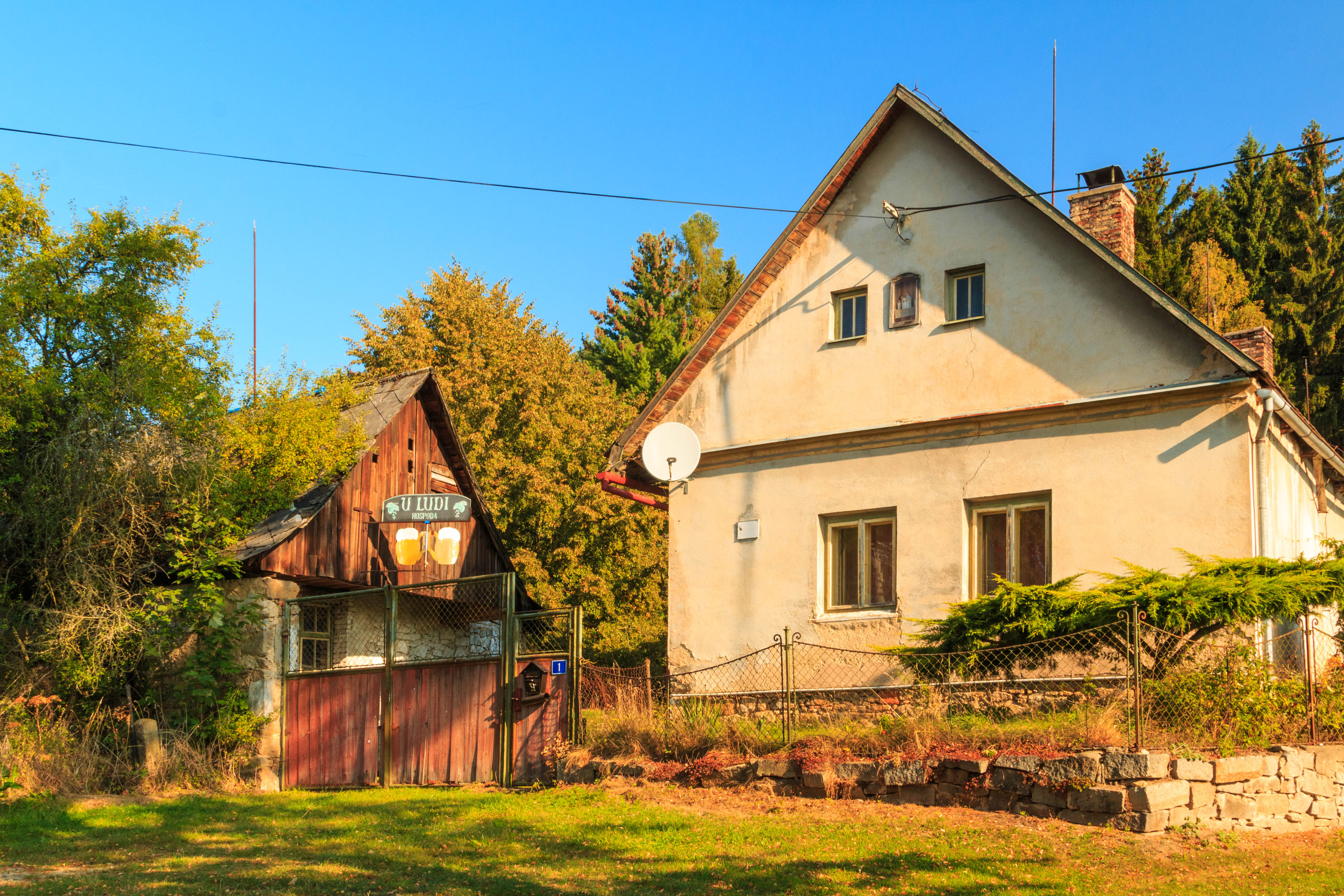
Bystrá u Řečice - čp. 1
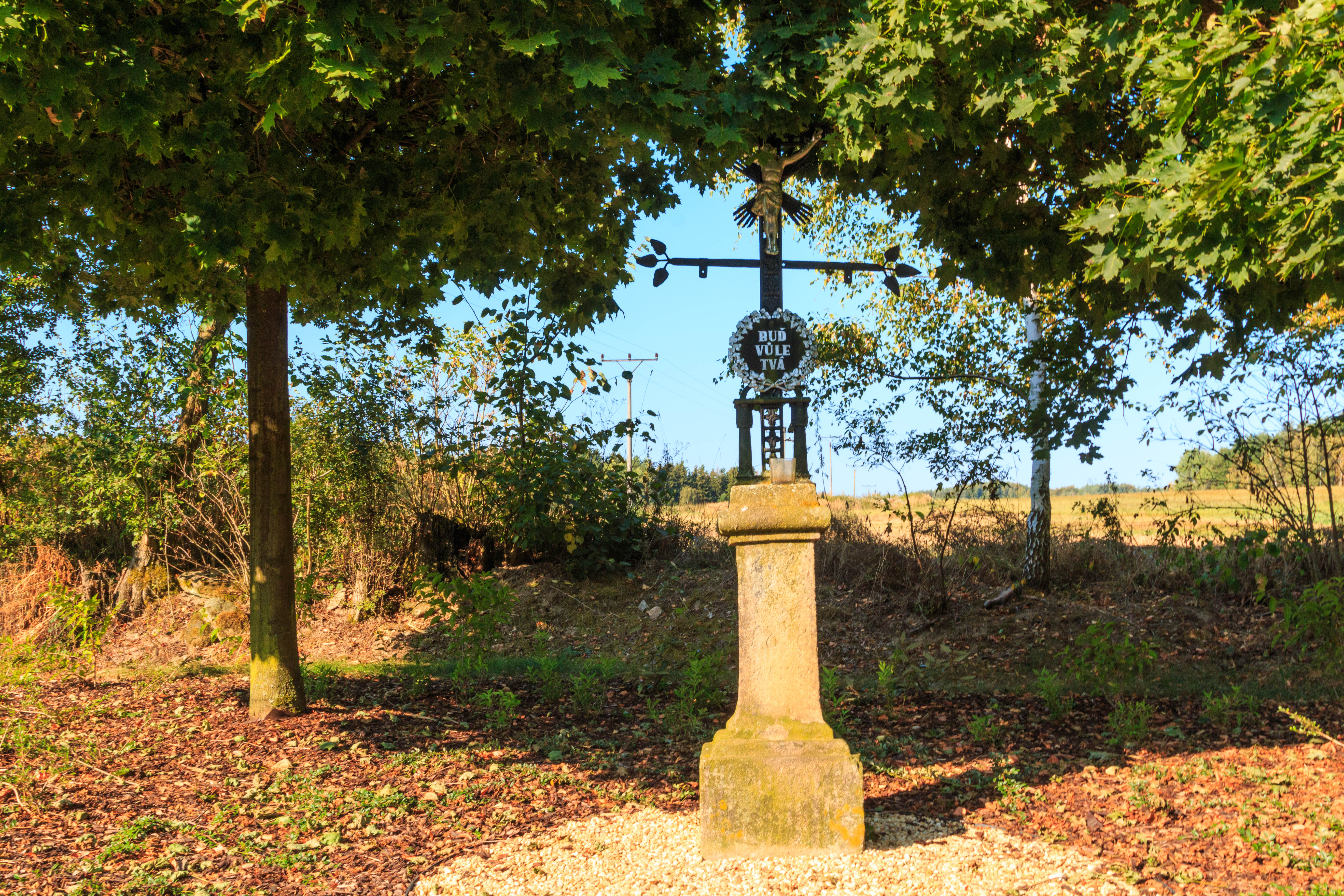
Bystrá u Řečice - křížek
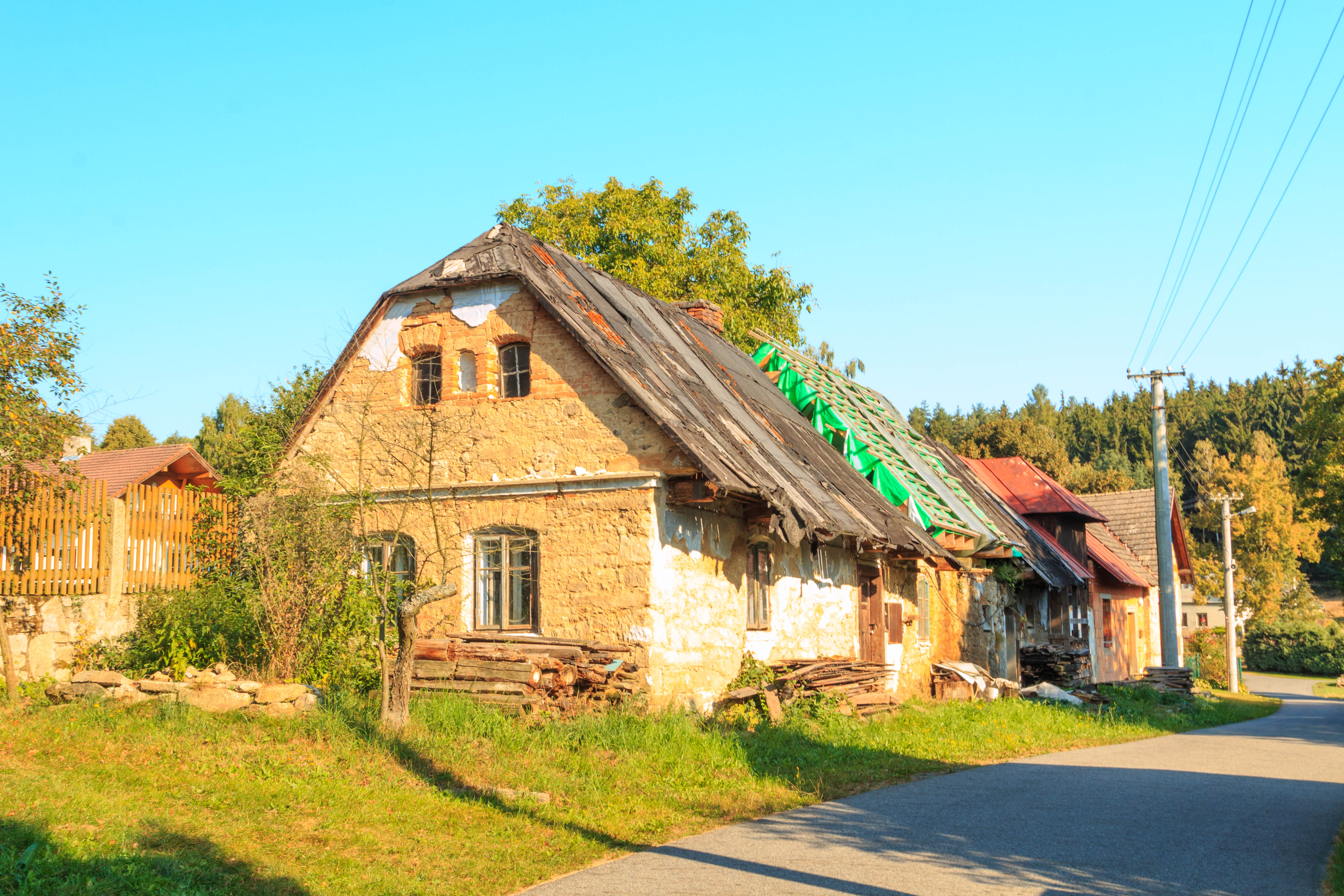
Bystrá u Řečice - č. 3